# 맨드리바
맨드리바(Mandriva S.A.)는 프랑스 파리에 본사를 두고 브라질 쿠리치바에 개발 센터를 둔 리눅스 및 오픈 소스 소프트웨어 기업이다. 맨드리바는 맨드리바 리눅스를 만든 것으로 잘 알려져 있다.

## 역사
맨드리바는 1998년 맨드레이크소프트(MandrakeSoft)라는 이름으로 시작하였다. 현재 약 70명의 직원 (그 가운데 45명이 엔지니어)이 있고 프랑스, 미국, 브라질에 사무소가 있다.
이 기업은 140개가 넘는 국가에 제품을 팔고 있으며, mandriva.com 웹사이트에 따르면 맨드리바 리눅스 사용자의 수는 약 300만 명에 이를 것으로 예측되었다.

## 제품
- 맨드리바 리눅스
- 맨드리바 디렉터리 서버 보관됨 2010-06-12 - 웨이백 머신
- 펄스 2 보관됨 2021-01-25 - 웨이백 머신 (Pulse 2)